# 芹沢類
芹沢 類（せりざわ るい、生年月日未詳）は日本の作詞家。アイドルやアーティストへの詞提供の他にも、テレビアニメのテーマソングの作詞などを数多く手掛けている。夫は漫画家、絵本作家の小泉吉宏。

## 主な提供作品 (一部訳詞を含む)

### アイドル・アーティスト関連作品

#### あ行
相田翔子
- 「Get My Love」 (Winkのアルバム『Sapphire』収録曲。相田翔子のソロ。1991年11月)

作曲：KE-Y / 編曲：門倉聡
- 「Celebration」 (訳詞)　(Winkのアルバム『Nocturne 〜夜想曲〜』収録曲。相田翔子のソロ。1992年11月)

作曲：Phil Galdston, John Lind, Wendy Waldman / 編曲：門倉聡
- 「夏に会えなくて」 (Winkのアルバム『Αφροδιτη』収録曲。相田翔子のソロ。1993年6月)

作曲：石川Kanji / 編曲：門倉聡
- 「Pleasure」 (ソロアルバム『Delphinium』収録曲。1992年5月)

作曲：門倉有希 / 編曲：門倉聡
- 「アンビバレンス」 (ソロアルバム『Delphinium』収録曲。)

作曲：相田翔子 / 編曲：門倉聡
- 「黙示録」 (ソロアルバム『Delphinium』収録曲。)

作曲：鈴木祥子 / 編曲：門倉聡
- 「VOX 〜あなたには聞こえない〜」 (訳詞)　(ソロアルバム『Delphinium』収録曲。)

原作詞・作曲：Sarah McLachlan / 編曲：門倉聡
- 「Do-Sol」 (アルバム『JÓIA』収録曲。作詞は相田翔子との共作。1996年5月)

作曲：相田翔子 / 編曲：Robbie Buchanan
- 「Jóia」 (アルバム『JÓIA』収録曲。作詞は相田翔子との共作。)

作曲：相田翔子 / 編曲：Robbie Buchanan
- 「CORAÇÃO 〜コラソン〜」 (アルバム『JÓIA』収録曲。)

作曲：相田翔子
浅香唯
- 「魔の刻」 (アルバム『joker』収録曲。1992年8月)

作曲：広谷順子 / 編曲：山本健司
伊豆田洋之
- 「SWEET BURNISH｣　(11枚目のシングル「真夜中の未来」のカップリング曲。1990年12月)

作曲：伊豆田洋之 / 作曲：西本明
- 「LOVE LIFE｣　(12枚目のシングル表題曲。1991年5月)

作曲：伊豆田洋之 / 作曲：西本明
- 「彼女は夜つくられる｣　(「LOVE LIFE｣のカップリング曲。)

作曲：伊豆田洋之 / 作曲：西本明
Wink
- 「泡になる 〜Endless Summer〜」 (アルバム『Queen of Love』収録曲。1991年7月)

作曲：広谷順子 / 編曲：門倉聡
- 「BIG GAME」 (アルバム『Sapphire』収録曲。)

作曲：尾関昌也 / 編曲：門倉聡
- 「白夜」 (アルバム『Each side of screen』収録曲。1992年4月)

作曲：広谷順子 / 編曲：門倉聡
- 「ただ夏に恋をした」 (アルバム『Each side of screen』収録曲。)

作曲：松本俊明 / 編曲：門倉聡
- 「冬幻想」 (アルバム『Nocturne 〜夜想曲〜』収録曲。)

作曲：工藤崇 / 編曲：門倉聡
- 「Made In Love」 (19枚目のシングル「咲き誇れ愛しさよ」カップリング曲。1993年9月)

作曲：楠瀬誠志郎 / 編曲：門倉聡
- 「ケ・セラ・セラヴィ」 (アルバム『overture!』収録曲。1994年7月)

作曲：杉真理 / 編曲：Brett Raymond
- 「昔みたい」 (アルバム『overture!』収録曲。)

作曲：門倉有希 / 編曲：Brett Raymond
- 「You're my rainy day」 (アルバム『overture!』収録曲。)

作曲：風戸有人 / 編曲：Brett Raymond
- 「Tasty」 (21枚目のシングル「トゥインクル トゥインクル」カップリング曲。1994年5月)

作曲・編曲：斉藤英夫
- 「シェリー モン シェリ」 (22枚目のシングル表題曲。1994年10月)

作曲・編曲：門倉聡
- 「それはKissで始まった」 (アルバム『voce』収録曲。1994年12月)

作曲：杉真理 / 編曲：門倉聡
- 「Honey bee」 (アルバム『voce』収録曲。)

作曲：朝本浩文 / 編曲：門倉聡
- 「Sunny Day」 (アルバム『voce』収録曲。)

作曲：杉真理 / 編曲：門倉聡
- 「これが恋と呼べなくても」 (23枚目のシングル「私たちらしいルール」カップリング曲。1995年3月)

作曲：Osny Melo / 編曲：門倉聡
大橋純子
- 「愛は時を越えて」 (25枚目のシングル表題曲。1992年10月)

作曲：織田哲郎 / 編曲：重実徹

#### か行
河合その子
作曲・編曲: 後藤次利 (特記以外)
- 「午後のパドドゥ」 (アルバム『その子』収録曲。1985年12月)
- 「緑のポインセチア」 (アルバム『その子』収録曲。)
- 「さよなら夏のリセ」 (アルバム『その子』収録曲。)
- 「プランタンにボンジュール」  (アルバム『Siesta』収録曲。1986年5月)
- 「恋の秘伝 -スパイス編-」  (アルバム『Siesta』収録曲。)
- 「ささやくロッキング・チェアー」  (アルバム『Siesta』収録曲。)
- 「向い風とかくれんぼ」  (アルバム『Siesta』収録曲。)
- 「緑の少女」  (アルバム『Siesta』収録曲。)
- 「答えはアデュー」  (アルバム『Mode de Sonoko』収録曲。1986年10月)
- 「カフェテラスの独り言」  (アルバム『Mode de Sonoko』収録曲)
- 「サエラ ca et la」  (アルバム『Mode de Sonoko』収録曲)
- 「乾いた地図」  (アルバム『Rouge et Bleu』収録曲。1987年7月)
- 「ときめき」  (アルバム『Rouge et Bleu』収録曲。)
- 「愛の中ひとり」  (ベストアルバム『Dedication』収録曲。1988年1月)
- 「小さな旅」  (ベストアルバム『Dedication』収録曲。)
- 「戸惑いのバイエル」 (作曲：河合その子)　(ベストアルバム『Dedication』収録曲。)
- 「プリズム」 (作曲：河合その子)　(アルバム『Circle』収録曲。1987年8月)

カルロス・トシキ
- 「Boy」（4枚目のシングル「PASSION」のカップリング曲。1993年10月。アルバム『どうしてだろう』『Alquimist』収録）

作曲：カルロス・トシキ / 編曲：大阪哲也
- 「夢を見させて」（5枚目のシングル表題曲。『テレビ東京系『TVチャンピオン』エンディングテーマ』1994年2月）

作曲：Julia / 編曲：新川博
- 「午後の事情」（「夢を見させて」のカップリング曲）

作曲：和泉常寛 / 編曲：大阪哲也
綺羅
全作曲・編曲：綺羅
- 「兆し」（アルバム『夏恋花』収録曲。2002年6月）
- 「幻」（アルバム『夏恋花』収録曲）
- 「闇よ闇夜よ」（アルバム『夏恋花』収録曲）
- 「春の七草秋の七草覚え歌」（アルバム『夏恋花』収録曲）
- 「百人想歌」（アルバム『悠久の翼』収録曲。2005年1月）
- 「火の穂」（アルバム『悠久の翼』収録曲）
- 「綺羅」（アルバム『幻世〜まぼろよ〜』収録曲。2007年）
- 「ひとひら」（アルバム『幻世〜まぼろよ〜』収録曲）
- 「春雪」（アルバム『時のなごり〜上巻〜』収録曲。2008年3月）
- 「茜の空」（アルバム『時のなごり〜下巻〜』収録曲。2008年）
- 「帰去来」アルバム『帰去来』収録曲。2013年6月）

楠瀬誠志郎
- 「そうか!ふたり!そうか!」 (5枚目のシングル「まだ見えない海をさがしてる」のカップリング曲。1989年9月)

作曲：楠瀬誠志郎 / 編曲：武部聡志・楠瀬誠志郎
- 「本当に何でもなかったんだね」 (アルバム『僕がどんなに君を好きか、君は知らない』収録曲。1989年10月)

作曲：楠瀬誠志郎 / 編曲：武部聡志・楠瀬誠志郎
- 「来るなら来い」 (8枚目のシングル表題曲。1991年6月)

作曲：楠瀬誠志郎 / 編曲：武部聡志・楠瀬誠志郎
- 「淋しい冬の物語」（アルバム『Seven Winter Songs』収録曲。1997年12月）

作曲：楠瀬誠志郎
倉沢淳美
- 「初恋最前線」 (アルバム『メッセージ』収録曲。1984年5月)

作曲：玉置浩二 / 編曲：瀬尾一三
- 「プログラミング・ラブ」 (アルバム『メッセージ』収録曲。)

作曲：玉置浩二 / 編曲：萩田光雄
- 「恋にクローズアップ」 (アルバム『プライベート』収録曲。1984年10月)

作曲：玉置浩二 / 編曲：入江純
- 「小春日和」 (アルバム『卒業』収録曲。1985年3月)

作曲：中村裕介 / 編曲：萩田光雄
- 「つまり友達」 (アルバム『卒業』収録曲。)

作曲：松田良 / 編曲：瀬尾一三
- 「ちゃんとI Love You」 (アルバム『ベルビティ』収録曲。1985年9月)

作曲：松田良 / 編曲：瀬尾一三
- 「気分は逃避行」 (アルバム『ベルビティ』収録曲。)

作曲：松田良 / 編曲：椎名和夫
- 「忍ぶれど」 (8枚目のシングル表題曲。1986年9月)

作曲：羽田一郎 / 編曲：若草恵
郷ひろみ
- 「僕がどんなに君を好きか、君は知らない」 (65枚目のシングル表題曲。1993年1月)

作曲：楠瀬誠志郎 / 編曲：山本健司
- 「華を贈る」 (アルバム『心のカギ』収録曲。1998年6月)

作曲：岩本正樹

#### さ行
C.C.ガールズ
- 「Hold Me」 (アルバム『Comin'』収録曲。1992年5月)

作曲：JOEY CARBONE, TAVERA MIKE
ジャッキー・チェン
- 「ハートはYES」 (2枚目のシングル表題曲。1984年7月)

作曲：玉置浩二 / 編曲：椎名和夫
- 「ジュテーム ジュテーム」（アルバム『シャングリ・ラ』収録曲。1986年10月）

作曲：加藤和彦 / 編曲：椎名和夫
- 「八月のカルメン」（アルバム『シャングリ・ラ』収録曲）

作曲：加藤和彦 / 編曲：椎名和夫
- 「嵐になれ」ft.アニタ・ムイ（アルバム『シャングリ・ラ』収録曲）

作曲：MICHAEL LAI / 編曲：新川博
Jungle Smile
- 「風をおこそう」 (ファーストシングル表題曲。作詞はボーカル高木郁乃との共作。1996年11月)

作曲：吉田功 / 編曲：吉田功・小森茂生
- 「片思い」 (2枚目のシングル表題曲。作詞は高木郁乃との共作。1997年3月)

作曲：吉田ゐさお / 編曲：吉田ゐさお・小森茂生
- 「冒険（ロマン）」 (3枚目のシングル表題曲。作詞は高木郁乃との共作。1997年6月)

作曲：Jungle Smile / 編曲：吉田ゐさお・ZAK
杉山清貴
- 「Summer Again」 (アルバム『RHYTHM FROM THE OCEAN』収録曲。1995年9月)

作詞：杉山清貴 / 編曲：小林信吾
鈴木聖美
- 「STAND BACK」 (アルバム『聖歌(Ballad)』収録曲。1993年9月)

作曲：立花瞳
- 「あなたを待ちすぎて」 (アルバム『For My Friends』収録曲。1994年8月)

作曲：都志見隆 / 編曲：Stephen Bray
鈴木早智子
- 「シエスタ」 (Winkのアルバム『Queen of Love』収録曲。鈴木早智子のソロ。)

作曲：尾関昌也 / 編曲：門倉聡
- 「SAVE MY LIFE」 (Winkのアルバム『Αφροδιτη』収録曲。鈴木早智子のソロ。)

作曲：鈴木祥子 / 編曲：白井良明
- 「誰も知らない」 (Winkのアルバム『BRUNCH』収録曲。鈴木早智子のソロ。)

作曲：Osny Melo / 編曲：Ian Prince

#### た行
田中美奈子
- 「Virgin Eyes」 (ファーストシングル「涙の太陽」のカップリング曲。1989年7月）

作曲・編曲：関根安里
田原俊彦
- 「思い出に負けない」 (40枚目のシングル表題曲。1992年4月)

作曲：楠瀬誠志郎 / 編曲：清水信之
- 「エメラルドの碧に濡れた海」（45枚目のシングル「魂を愛が支配する」のカップリング。1995年8月)

作曲：都志見隆 / 編曲：武沢豊
- 「あなたがこぼれる夜」（アルバム『TENDERNESS』収録曲 1995年9月）

作曲：都志見隆 / 編曲：武沢豊
- 「だったらどうする」（アルバム『TENDERNESS』収録曲）

作曲：都志見隆 / 編曲：武沢豊
- 「君も知っている」（アルバム『TENDERNESS』収録曲）

作曲：都志見隆 / 編曲：武沢豊　　　　
TOKIO
- 「ハートを磨くっきゃない」 (4枚目のシングル表題曲。1995年6月)

作曲：芹澤廣明 / 編曲：白井良明
- 「JULIET」 (アルバム『Bad Boys Bound〜TOKIO II〜』収録曲。1995年7月)

作曲：青木秀樹 / 編曲：重実徹
東京パフォーマンスドール
- 「最後にMY LOVE」 (アルバム『NEVER STOP 〜Cha-DANCE Party Vol.9』収録曲。1994年8月)

作曲：安部純
- 「二人はライバル」(アルバム『NEVER STOP 〜Cha-DANCE Party Vol.9』収録曲。)

作曲：HAPPO

#### な行
中森明菜
- 「雨のレクイエム」 (6枚目のシングル「禁区」のB面曲。1983年9月)

作曲：玉置浩二 / 編曲：萩田光雄
中山美穂
- 「ひと夏のアクトレス」 (アルバム『SUMMER BREEZE』収録曲。1986年7月)

作曲：来生たかお / 編曲：入江純
- 「決心」 (アルバム『ONE AND ONLY』収録曲。1987年7月)

作曲：佐藤健 / 編曲：清水信之
- 「Silent Night」 (アルバム『ONE AND ONLY』収録曲。)

作曲：中崎英也 / 編曲：清水信之
- 「Strange Parade」 (アルバム『Mind Game』収録曲。)

作曲：羽田一郎 / 編曲：杉山卓夫
- 「Why Not?」 (アルバム『Mind Game』収録曲。)

作曲：羽田一郎 / 編曲：杉山卓夫
- 「Cat Walk」 (アルバム『Mind Game』収録曲。)

作曲・編曲：KITARO
- 「Mind Game」 (アルバム『Mind Game』収録曲。)

作曲：CINDY・羽田一郎 / 編曲：杉山卓夫
- 「I Know」 (アルバム『Mind Game』収録曲。)

作曲：CINDY / 編曲：杉山卓夫
- 「Husky Town」 (アルバム『Mind Game』収録曲。)

作曲：羽田一郎 / 編曲：杉山卓夫
- 「Naked Cruising」 (アルバム『Hide'n' Seek』収録曲。1989年9月)

作曲：Cindy / 編曲：鳥山雄司
- 「Strange Parade」 (アルバム『Hide'n' Seek』収録曲。)

作曲：羽田一郎 / 編曲：杉山卓夫
- 「崖っぷち」 (アルバム『わがままな あくとれす』収録曲。1993年6月)

作曲: Pfeifer Broz / 編曲: Pfeifer Broz, Jerry Hey

#### は行
光GENJI
- 「インナーアドベンチャー」 (アルバム『Hi!』収録曲。1988年7月)

作曲：林哲司 / 編曲：佐藤準

#### ま行
南野陽子
- 「恋人達のクリスマス」 (アルバム『GARLAND』収録曲。1987年11月)

作曲：亀井登志夫 / 編曲：萩田光雄
森口博子
- 「なんとかするわ」 (アルバム『引っ越しをするよ!』収録曲。1992年9月)

作曲：羽田一郎 / 編曲：渡辺格
- 「初日の出 見に行こう」 (アルバム『あした元気になあれ』収録曲。1993年12月)

作曲：井上慎二郎 / 編曲：本間昭光
- 「幸せは簡単に」 (アルバム『あした元気になあれ』収録曲。)

作曲：井上慎二郎 / 編曲：本間昭光
- 「だいじょうぶ」 (アルバム『LET'S GO』収録曲。1994年5月)

作曲：亀井登志夫 / 編曲：本間昭光
- 「ふう」 (アルバム『LET'S GO』収録曲。)

作曲：尾関昌也 / 編曲：本間昭光
- 「エイッ!とまたハリキッて」 (アルバム『LET'S GO』収録曲。)

作曲：井上慎二郎 / 編曲：本間昭光

#### や行
八木さおり
- 「天使もパニック」　(アルバム『PURITY』収録曲。1987年3月)

作曲：MAYUMI / 編曲：入江純
- 「ガールフレンド」　(アルバム『PURITY』収録曲。)

作曲：国安わたる / 編曲：船山基紀
- 「センシティブハート」　(アルバム『PURITY』収録曲。)

作曲：来生たかお / 編曲：入江純
- 「ポーズ」　(アルバム『PURITY』収録曲。)

作曲：国安わたる / 編曲：船山基紀
- 「コメディーはせつなくて」　(アルバム『PURITY』収録曲。)

作曲：MAYUMI / 編曲：入江純
- 「ハートと二人」　(アルバム『Moon & Love』収録曲。1987年11月)

作曲：武沢豊 / 編曲：船山基紀
- 「すき、ときどき きらい」　(アルバム『Moon & Love』収録曲。)

作曲：武沢豊 / 編曲：船山基紀
- 「Legato 〜なめらかに〜」　(アルバム『MERLIN』収録曲。)

作曲：岸正之 / 編曲：武部聡志
山本潤子
- 「アクセル」 (アルバム『OASIS』収録曲。1997年4月)

作曲・編曲：新川博
- 「記憶の森」 (アルバム『OASIS』収録曲)

作曲・編曲：新川博
吉田真里子
- 「Tear Balloon」（アルバム『クレッセント』収録曲。1991年1月)

作曲：原田真二 / 編曲：渡辺格
- 「今ここにいるように」

作曲：山口美央子 / 編曲：渡辺格
- 「困らせたままでごめんね」

作曲・編曲：亀田誠司
- 「草原の月」

作曲：岸正之 / 編曲：渡辺格
- 「瞳の光、唇の影」

作曲：いしいめぐみ / 編曲：上杉祥史
- 「クレッセント」

作曲・編曲：武部聡志
- 「岬の水族館」

作曲：渡辺格 / 編曲：亀田誠司
- 「彼と彼女とあのコと私」

作曲：武部聡志 / 編曲：亀田誠司
- 「永遠の20cm」

作曲・編曲：上杉祥史
- 「樹を抱く」

作曲：いしいめぐみ / 編曲：上杉祥史

#### ら行
RAJIE
- 「ダブルムーン」（アルバム『午後のレリーフ』収録曲。1984年10月）

作曲：西本明 / 編曲：TOP STONE（西本明・本田達也・滝本季延）
- 「万華鏡」（アルバム『エスプレッソ』収録曲。1986年8月）

作曲：広谷順子 / 編曲：TOP STONE
- 「エスプレッソ」（アルバム『エスプレッソ』収録曲）

作曲：唐木裕史 / 編曲：TOP STONE
- 「水の記憶」（アルバム『エスプレッソ』収録曲）

作曲：本田達也 / 編曲：TOP STONE
- 「密室」（アルバム『エスプレッソ』収録曲）

作曲：西本明 / 編曲：TOP STONE
- 「午前5時のマーメイド」（アルバム『エスプレッソ』収録曲）

作曲：RAJIE / 編曲：TOP STONE

#### わ行
和久井映見
- 「未来からの手紙」 (アルバム『だれかがあなたにキスしてる』収録曲。1992年11月)

作曲：小倉博和
- 「始まりの夏」 (アルバム『PEARLY』収録曲。1993年8月)

作曲：亀井登志夫
- 「無印の休日」 (アルバム『愛しさのある場所』収録曲。1994年11月)

作曲：高橋一路 / 編曲：門倉聡
渡辺満里奈
- 「かわってゆく」 ※12枚目のシングル「新しい気持ち」のカップリング曲。1990年4月)

作曲：上田知華 / 編曲：清水信之

### テレビアニメ・テーマソング関連作品
石田燿子
- 「乙女のポリシー」 (ファーストシングル。テレビアニメ『美少女戦士セーラームーンR』エンディングテーマ。1993年3月)

作曲：永井誠 / 編曲：京田誠一
- 「愛の戦士」 (テレビアニメ『美少女戦士セーラームーンS』挿入歌。シングル「タキシード・ミラージュ」両A面曲。1994年10月)

作曲・編曲：樫原伸彦
緒方恵美 (セーラーウラヌス/天王はるか名義)
- 「風になりたい」 (テレビアニメ『美少女戦士セーラームーンS』挿入歌。アルバム収録曲。1994年9月)

作曲：柴矢俊彦 / 編曲：信田かずお
深見梨加 (愛野美奈子名義)
- 「せつなくていい」 (テレビアニメ『美少女戦士セーラームーンR』キャラクターソング。アルバム収録曲。1994年4月)

作曲：柴矢俊彦 / 編曲：京田誠一
堀江美都子
- 「ENDLESS WAY」 (OVA作品『夢次元ハンターファンドラ PARTⅢ ファントス編』挿入歌。1986年11月)

作曲：米倉良広 / 編曲：京田誠一
松本梨香
- 「スパイシー・ライフ」 (5枚目のシングル表題曲。MBS・TBSテレビ系アニメ『ママはぽよぽよザウルスがお好き』エンディング・テーマ。	1996年5月)

作曲：階一喜 / 編曲：西脇辰弥
- 「いつか明日が来たら」 (アルバム『RICA the BEST』収録曲。2001年5月)

作曲：伊良皆誠・鳥山雄司 / 編曲：鳥山雄司
三重野瞳
- 「未知への扉」 (ラジオドラマ『聖刻覇伝 ラシュオーンの嵐』テーマソング。1994年12月)

作曲：工藤崇 / 編曲：根岸貴幸
- 「はじまりの冒険者たち〜光の地図〜」 (5枚目のシングル。OVA作品『はじまりの冒険者たち レジェンド・オブ・クリスタニア』テーマソング。1995年7月)

作曲：富山光弘 / 編曲：根岸貴幸
- 「遥かな祈り」 (「はじまりの冒険者たち〜光の地図〜」カップリング曲。OVA作品『はじまりの冒険者たち レジェンド・オブ・クリスタニア』テーマソング。)

作曲：菅野よう子 / 編曲：根岸貴幸
三石琴乃（月野うさぎ名義)
- 「愛はエナジー」 (テレビアニメ『美少女戦士セーラームーンS』キャラクターソング。1994年3月)

作曲・編曲：永井誠